# Vapenstilleståndet i Compiègneskogen (1940)

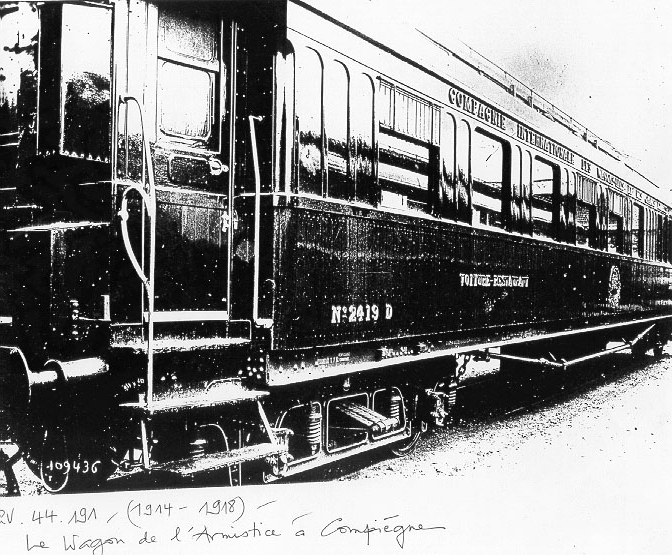
Järnvägsvagnen i Compiègneskogen.

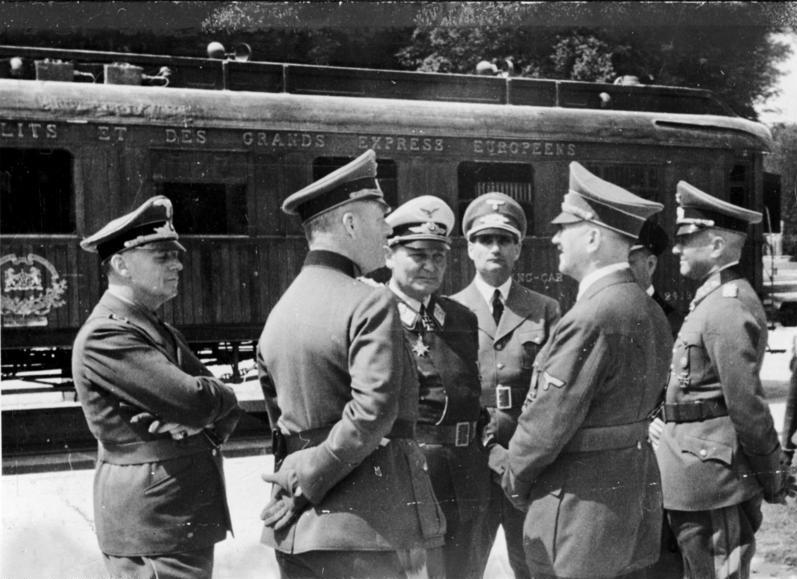
Den tyska delegationen (från vänster): Ribbentrop, Keitel, Göring, Hess, Hitler, Raeder (skymd) och von Brauchitsch.

Compiègneskogen ligger omkring 75 km norr om Paris i regionen Picardie och är känd som platsen för Frankrikes kapitulation till Nazityskland 1940, och även den tidigare tyska kapitulationen under första världskriget.
Järnvägsvagnen från 1918 års kapitulation hade hamnat på museum och efter att Hitler genom sitt blixtkrig besegrat Frankrike, hämtades vagnen och ställdes upp på samma stickspår i Compiègneskogen där den stått när Tysklands representanter skrev på 1918. Den tyska krigsmakten under Nazityskland hade därmed inte enbart uppnått sin största seger dittills, stilleståndsavtalet förnedrade Frankrike - och någon liknande seger fick Adolf Hitler sedan inte uppleva igen.   
I denna vagn undertecknade 22 juni 1940 fransmännen, under ledning av general Charles Huntziger, vapenstilleståndet. Hitler hade planerat den franska förnedringen väl; han talade ofta om dolkstötslegenden, de tyska ledarnas förräderi, som han tyckte, mot den tyske soldaten som stod med vapen i hand på fransk mark. Hitler tvekade inte att använda detta i propagandasyfte – det sågs som en stor symbolisk händelse: platsen var densamma, villkoren var i det närmaste identiska:
- Tysk ockupation av hela norra och västra Frankrike.
- Frigivning av samtliga tyska, men inte franska krigsfångar.
- Minskning av krigsmakten till 100 000 man och tysk kontroll av den franska flottan i Toulon.

Kvar för den franska Vichyregimen under Philippe Pétain var sydöstra tredjedelen av Frankrike, och där skulle en del komma att ockuperas av Italien.
Efter ceremonin lät Hitler förstöra det franska segermonumentet från 1918 och föra järnvägsvagnen till Berlin. Den flyttades i krigets slutskede till en ort i Thüringen där den i april 1945 förstördes av en brand. Efter kriget återställdes området i Compiègne och en kopia av originalvagnen ställdes ut.